# Michael Chacón
Michael Chacón (La Habana, Cuba; 11 de abril de 1966) es un cantante, compositor y productor musical cubano, con estilos salsa, pop, dance. Alguna de sus canciones han alcanzado gran fama internacional como, El Venao, La vida es un carnaval, La Banana, Bandolero y ha versionado al género latino grandes éxitos clásicos como "Pretty Woman" de Roy Orbison o Corazón Partío de Alejandro Sanz. Ha realizado trabajos y giras en colaboración con artistas como Compay Segundo, Celia Cruz, Paulo FG, Orquesta de la Luz, Mayco d'Alma, Henry Méndez, y ha trabajado junto a productores como Jordi Cubino, José María Castells, Xasqui y Toni Ten. Su primera aparición en España es en 1995 al frente del grupo Havana Club Band formando parte de la compañía discográfica Max Music.

## Biografía

### Infancia
Michael Chacón nació el 11 de abril de 1966 en Miramar, La Havana, Cuba). A los 7 años inició sus estudios de piano en la escuela Alejandro García Caturla (La Havana) y en el año 1987 prosiguió sus estudios de canto y clarinete en el conservatorio Ignacio Cervantes (la Havana).

### Carrera
A los 21 años ingresa como clarinetista en la banda de ceremonia militar del ejército de Cuba. Ingresó a los 25 años en la agrupación cubana Salsa de Esquina  con la que realizó giras internacionales por Suecia, Dinamarca, Alemania y Chile. Con 27 años entra a formar parte como vocalista de la agrupación cubana "Colé Colé" bajo la batuta de Andy Gola. En 1995 viaja a España al frente de Havana Club Band e inicia al año siguiente su carrera en solitario bajo el nombre de Michael Chacón.

## Discografía

### En la banda Havana Club Band
- La Colegiala (1997) Max Music
- "Pretty Woman" (1997) Max Music
- "El Venao" (1997) Max Music

### Como solista
- "Milla" (Album, La isla del sol 1998) Vale Music
- "El puente" (Album, La isla del sol 1998) Vale Music
- "Oh Carol" (Album, La isla del sol 1998) Vale Music
- "Corazón partío" (Album, La isla del sol 1998) Vale Music
- "Maria Cristina me quiere gobernar" (Album, La isla del sol 1998) Vale Music
- "La superficial" (Album, La isla del sol 1998) Vale Music
- "Esto te pone la cabeza mala" (Album, La isla del sol 1998) Vale Music
- "A.E.I.O.U." (Album, La isla del sol 1998) Vale Music
- "La chica de los ojos café" (Album, La isla del sol 1998) Vale Music
- "Negro y doradito" (Album, La isla del sol 1998) Vale Music
- "Oh pretty woman" (Album, La isla del sol 1998) Vale Music
- "El venao" (Album, La isla del sol 1998) Vale Music
- "El vacilón" (Album, La isla del sol 1998) Vale Music
- "Colegiala" (Album, La isla del sol 1998) Vale Music

- "La Banana" (Album, Son raíces, 1999) Vale Music
- "Eva María" (Album, Son raíces, 1999) Vale Music
- "Que pasa contigo tío" (Album, Son raíces, 1999) Vale Music
- "Una aventura" (Album, Son raíces, 1999) Vale Music
- "Enamorado (a namorata)" (Album, Son raíces, 1999) Vale Music
- "Cuba la cuna del son" (Album, Son raíces, 1999) Vale Music
- "Oye" (Album, Son raíces, 1999) Vale Music
- "El huerfanito" (Album, Son raíces, 1999) Vale Music
- "La última canción" (Album, Son raíces, 1999) Vale Music
- "Oh Carol" (Album, Son raíces, 1999) Vale Music
- "Esto te pone la cabeza mala" (Album, Son raíces, 1999) Vale Music
- "La chica de los ojos café" (Album, Son raíces, 1999) Vale Music
- "La superficial" (Album, Son raíces, 1999) Vale Music

- "La vida es un carnaval" (Single, 2000 Vale Music)
- "La Banana" (Single, 2000 Vale Music/Dancework) (Billboard Hits of the world)

- "La escuela de mi hermana" (Album, Michael Chacón 2002 Vale Music)
- "Mi corazón hace boom, boom" (Album, Michael Chacón 2002 Vale Music)
- "Ya llegó el carnaval" (Album, Michael Chacón 2002 Vale Music)
- "Por un café por un helado" (Album, Michael Chacón 2002 Vale Music)
- "Es hora de bailar" (Album, Michael Chacón 2002 Vale Music)
- "Pura falsedad" (Album, Michael Chacón 2002 Vale Music)
- "Mueve tus caderas" (Album, Michael Chacón 2002 Vale Music)
- "Tócalo despacio" (Album, Michael Chacón 2002 Vale Music)
- "Sweat, a la, la, la, la, long" (Album, Michael Chacón 2002 Vale Music)
- "Dame la vida" (Album, Michael Chacón 2002 Vale Music)

- "Prueba con un beso" (Album, Liberado 2004 Filmax Music)
- "Esclavo de tu piel" (Album, Liberado 2004 Filmax Music)
- "Una noche más" (Album, Liberado 2004 Filmax Music)
- "Busco una salida" (Album, Liberado 2004 Filmax Music)
- "Me estoy enamorando" (Album, Liberado 2004 Filmax Music)
- "Quiero darte todo" (Album, Liberado 2004 Filmax Music)
- "Le pido a Dios" (Album, Liberado 2004 Filmax Music)
- "Liberado (Freedom)" (Album, Liberado 2004 Filmax Music)
- "Días de carnaval" (Album, Liberado 2004 Filmax Music)

- "Bandolero" (Single, 2005 Filmax Music)
- "Ella è demais" (Single, 2011 Blanco y Negro)
- "Esta Noche" (Single, 2011 Squad Music)
- "Baila" (Single, 2013 Blanco y Negro)
- "Tonight is your night-Dale Ft. Bel-Mondo" (Single, 2014 Music Art MGT)
- "Como yo Ft. Mayco D`Alma" (Single, 2016 Music Art Management S.l.| Music Art Entertainemtn US Latin)
- "Cuéntame X Abel Nama SBS" (Single, 2017 Music Art Management S.L.)
- "Así me gusta X Aurora Codazzi" (Single, 2020 Music Art Entertainment US Latin)
- "Bailando Así X EmPí" (Single, 2020 Music Art Entertainment US Latin)
- "Ya vacunado estoy" (Single, 2021 Divucsa Music SAU)
- "Sin Control X Edward J." (Single, 2022 Music Art Entertainment US Latin)
- "La Banana Remix X Chimbala" (Single, 2022 Planet Records)

### Colaboraciones
- Esclavo de tu piel (con Mayco d'Alma, 2004 Filmax Music)
- "Perdidos" (con Marta Méndez, 2006 Filmax Music)
- "El tumbao de Lola" (con Paulo FG, 2006 Filmax Music)
- "El bombero" (con OPB y Henry Mendez 2009 Blanco y Negro Music)
- "Movimiento" (con Nick y Dani Chatelain, Rodri Deniz, 2010 Goanche)
- "Vive el momento" (con Verny Varela, La Tropa, 2019 Verny Varela)
- "La Banana Remix" (con Chimbala, 2022 Planet Records)

## Premios y nominaciones
! Cuádruple disco de platino Año 2000
! Caribe 2000